# Jardín Botánico de Cleveland
El Jardín Botánico de Cleveland, en inglés: Cleveland Botanical Garden, es un jardín botánico de unas 4 hectáreas (10 acres), de extensión ubicado en la Universidad Circle en la proximidad de Cleveland, Ohio.
El código de identificación del Cleveland Botanical Garden como miembro del "Botanic Gardens Conservation International" (BGCI), así como las siglas de su herbario es CLEV.

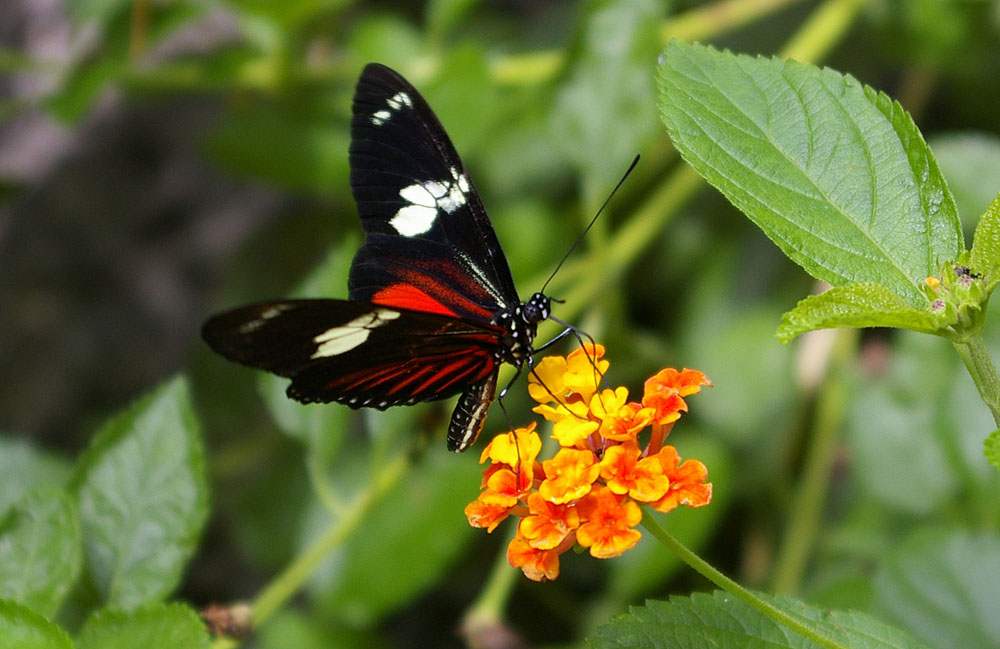
La mariposa Heliconius doris en el interior del « Eleanor Armstrong Smith Glasshouse » que constituye el bosque de niebla de Costa Rica.

## Localización
Cleveland Botanical Garden, 11030 East Blvd. Cleveland, Cuyahoga county Ohio OH 44106 United States of America-Estados Unidos de América
Planos y vistas satelitales.41°30′39.05″N 81°36′34.04″O / 41.5108472, -81.6094556

## Historia
Fue fundado en 1930 como el Garden Center of Greater Cleveland (Centro de Jardinería del Gran Cleveland), y fue la primera organización de ese tipo en una ciudad estadounidense.
Su sede administrativa estaba en unas remodeladas atarazanas del « Wade Park Lagoon », este centro servía como biblioteca de horticultura, ofertando además clases y talleres para jardineros, diseñando proyectos de embellecimiento en la comunidad.
En 1966, dejó su sede original, y el centro de jardinería se trasladó a su actual localización en la Universidad Circle, el sitio del viejo parque zoológico de Cleveland. Los remanentes del viejo foso del oso todavía permanecen en el « Ohio Woodland Garden ».
En 1994, la junta directiva de la organización cambió el nombre al de Jardín Botánico de Cleveland para reflejar una misión ampliada y lanzó una ambiciosa campaña recaudatoria para desarrollar un fondo, que apoyaría la agenda del programa de actividades. Los edificios más amplios y renovados, fueron diseñados por Graham Gund arquitectos de Cambridge, (Massachusetts), y abiertos al público en julio del 2003.

## Colecciones

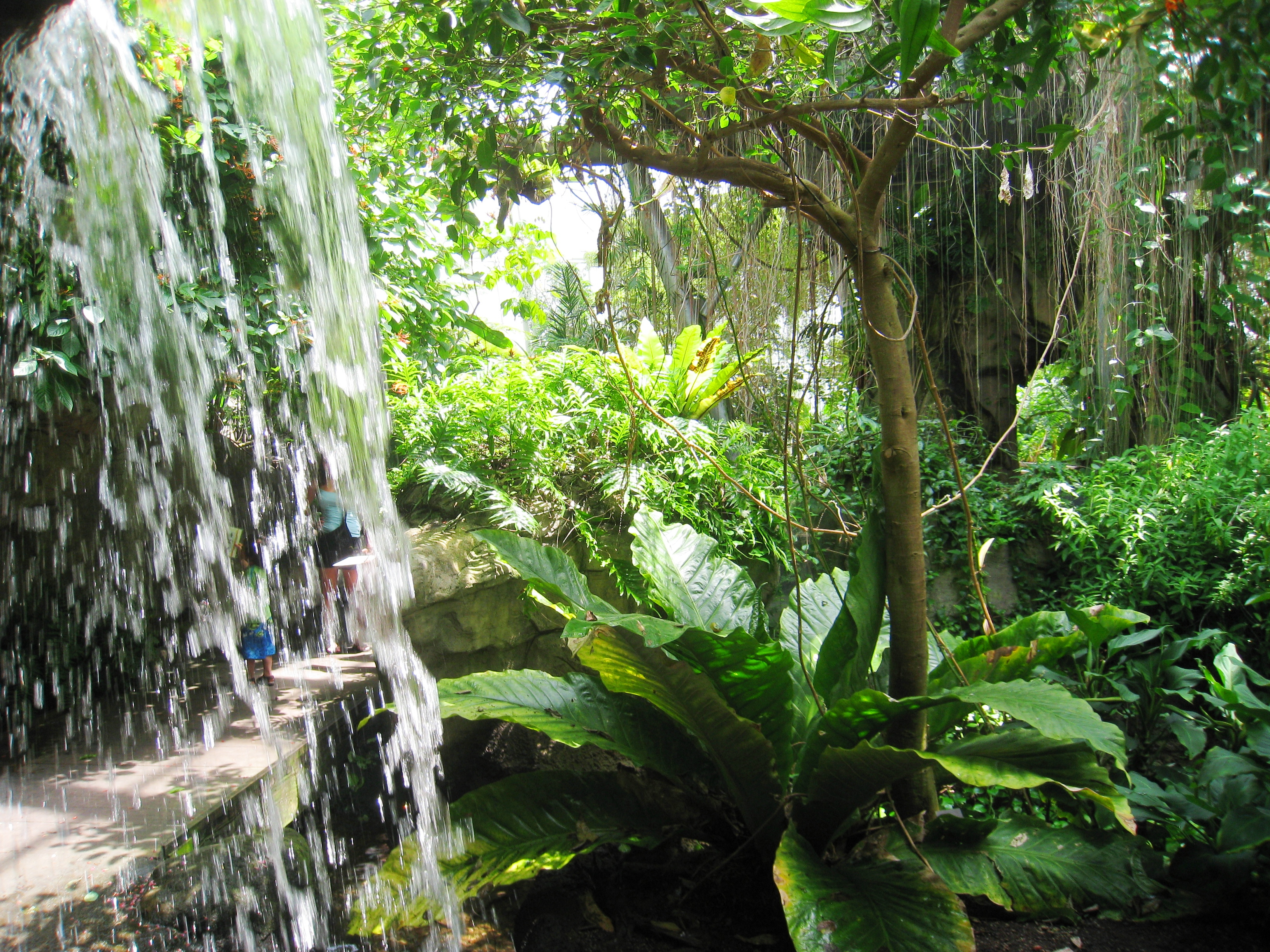
En el interior del « Eleanor Armstrong Smith Glasshouse » que hace réplica del bosque de niebla de Costa Rica.

Hay unos 10 acres de jardines, en los que se incluyen:
- « Eleanor Armstrong Smith Glasshouse » este invernadero se construyó en la ampliación del 2003 con un coste de $50 millones de dólares, con 18,000 pies cuadrados (1,700 m²) alberga la vida vegetal y animal de dos biomas diferentes, uno el bosque espinoso de Madagascar y el otro el bosque de niebla de Costa Rica. En total unas 350 especies de plantas y 50 especies de animales, incluyendo numerosas mariposas.
- « Hershey Children's Garden » (este fue el primer jardín de niños en Ohio), jardín ganador de varios galardones
- « Elizabeth and Nona Evans Restorative Garden » ,
- « David and Paula Swetland Topiary Garden » ,
- « Western Reserve Herb Society Garden » ,
- « Japanese Garden », jardín japonés
- « Sears-Swetland Rose Garden », rosaleda
- « Ohio Woodland », con representantes de la vegetación de los bosques de Ohio
- « Music Themed Garden »,
- « C.K. "Pat" Patrick Perennial Border », jardín con lechos florales de plantas perennes.
- « Campsey-Stauffer Gateway Garden » jardín público junto a los jardines del botánico, en la puerta de la entrada.

Algunas vistas del "Cleveland Botanical Garden".

Detalles
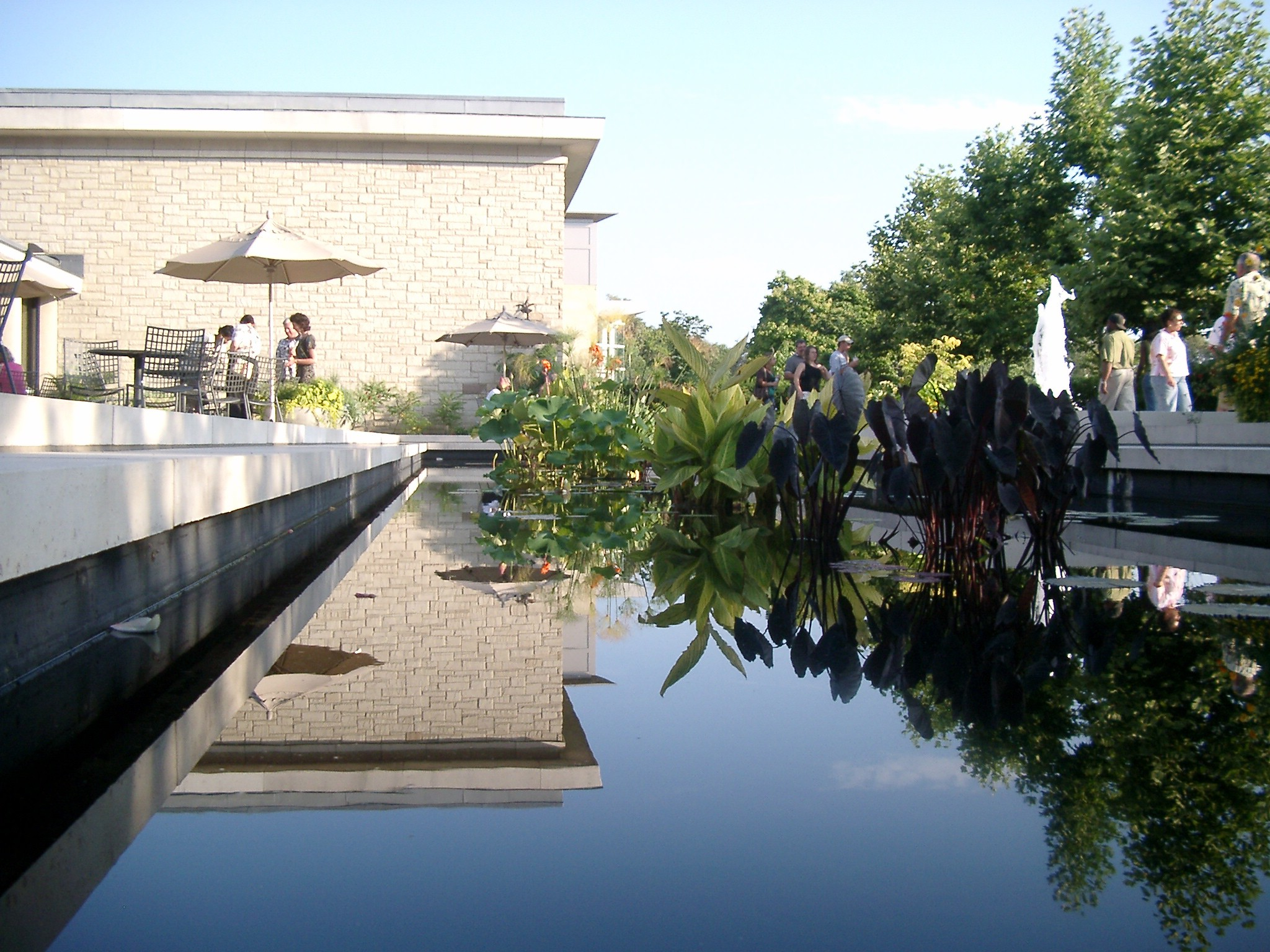
Estanque en el jardín.
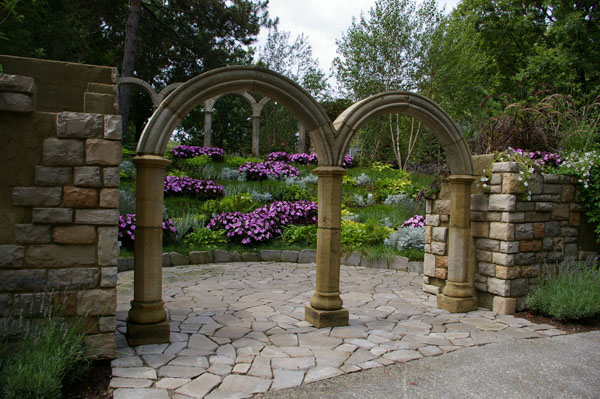
Sección del "Music Theme".
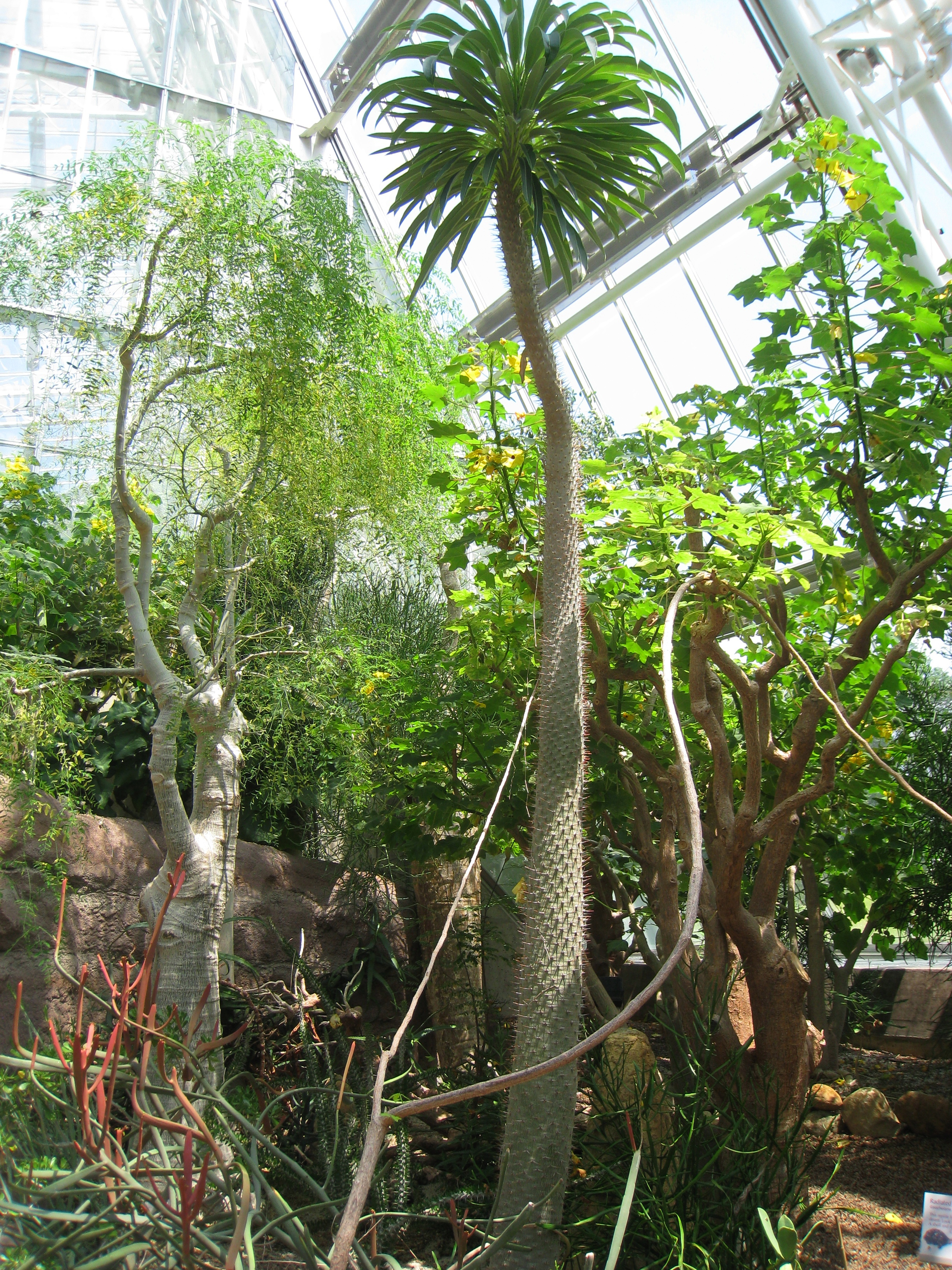
Interior del invernadero.
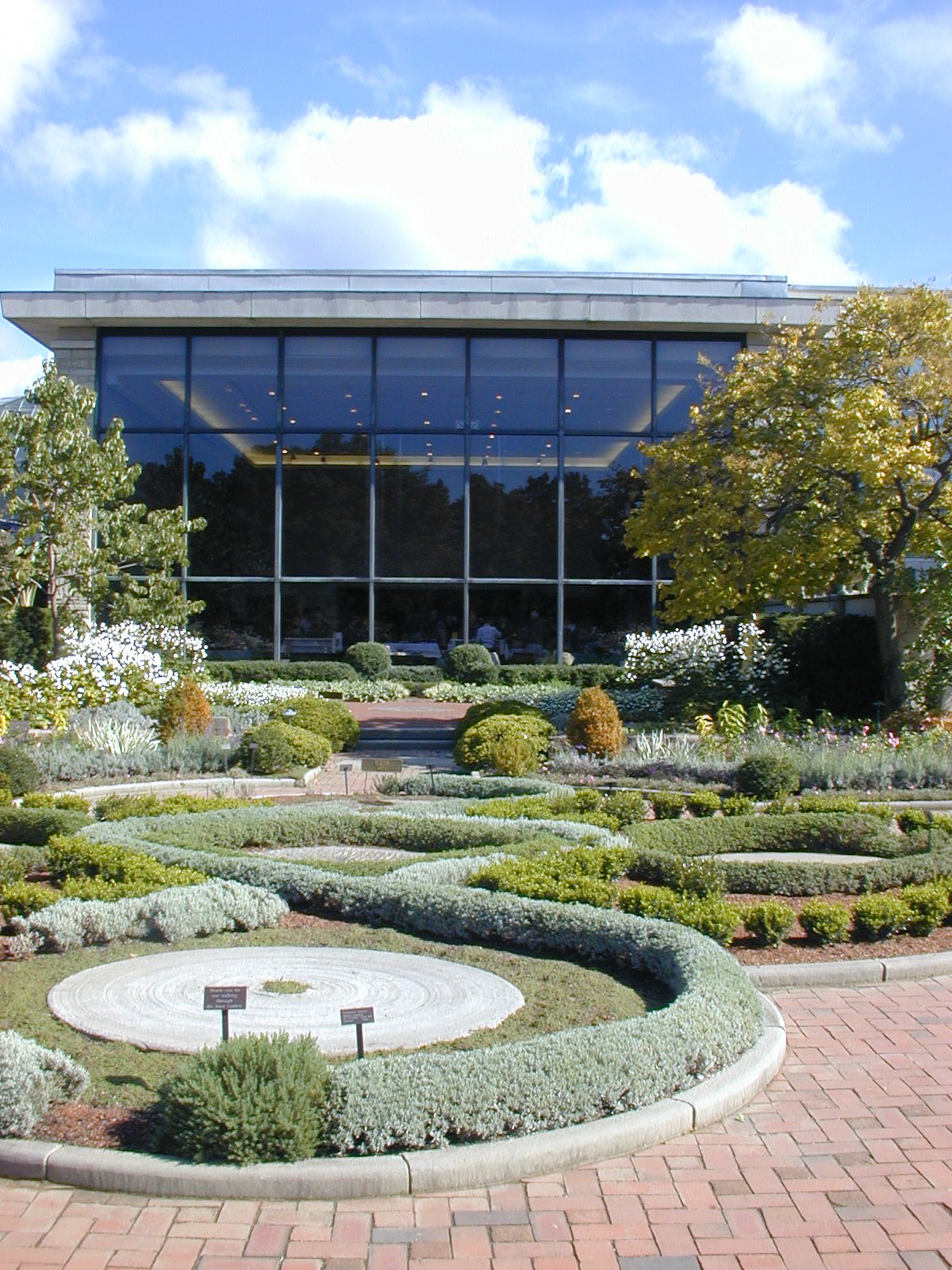
Jardines junto al invernadero.
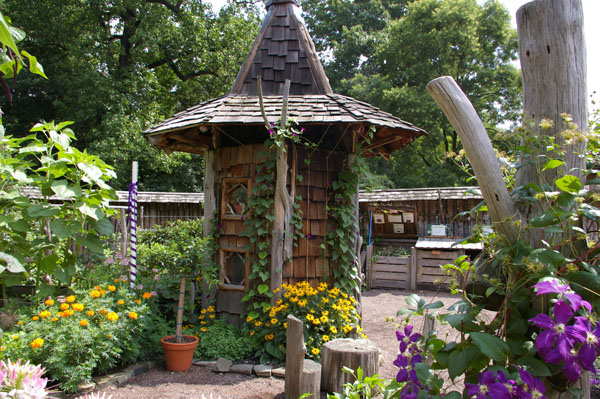
"Hershey Childrens Garden".